# SN 1999Y
SN 1999Y – supernowa odkryta 10 stycznia 1999 roku w galaktyce A033655-3933. W momencie odkrycia miała maksymalną jasność 19,00m.